# Il cuore a due cilindri
Il Cuore a due cilindri è un libro autobiografico di Roberto Parodi in cui si raccontano le diverse tappe della vita dell'autore attraverso le sue esperienze motociclistiche di viaggio e di crescita interiore. Le sue moto sembrano quasi essere testimoni delle piccole e grandi avventure dello scrittore. Il libro descrive specificamente il mondo delle Harley-Davidson e l'ambiente motociclistico ad esse connesso.

## Trama
Roberto Parodi è da sempre un appassionato motociclista, già da ragazzino in sella alla sua “Moto Graziella” guardava con curiosità e ammirazione le moto dei suoi concittadini.
Il vero salto di qualità arriva a 16 anni, quando gli viene regalata la sua prima  Harley-Davidson SST125.
Le moto sono le vere protagoniste di questo libro e fanno da filo conduttore per le diverse tappe della sua vita.

## Edizioni
- Roberto Parodi, Il Cuore a due cilindri, Milano, TEA, 2008, ISBN 9788850228485.